# Dorrington (Lincolnshire)
Pour les articles homonymes, voir Dorrington.
Dorrington est une paroisse civile et un village du Lincolnshire, en Angleterre.